# Celle-Lévescault
Celle-Lévescault település Franciaországban, Vienne megyében. Lakosainak száma 1373 fő (2022. január 1.). Celle-Lévescault Cloué, Lusignan, Marçay, Marigny-Chemereau, Saint-Sauvant, Vivonne és Valence-en-Poitou községekkel határos.

## Népesség
A település népességének változása:
| Lakosok száma | 1334 | 1350 | 1369 | 1356 | 1351 | 1351 | 1352 | 1363 | 1373 |
|               | 2013 | 2015 | 2016 | 2017 | 2018 | 2019 | 2020 | 2021 | 2022 |